# ISAF
ISAF (angleško International Security Assistance Force; dobesedno slovensko: Mednarodna varnostna podporna sila) je Natova vojaška sila, ki deluje v Afganistanu.

## Države udeleženke
Albanija - Armenija - Avstrija - Azerbajdžan - Belgija - Bolgarija - Češka - Danska - Estonija - Finska - Francija - Hrvaška - Grčija - Irska - Islandija - Italija - Kanada - Latvija - Litva - Luksemburg - Madžarska - Makedonija - Nemčija - Norveška - Nova Zelandija - Poljska - Portugalska - Romunija - Slovaška - Slovenija - Španija - Švedska - Tonga - Turčija - ZDA - Združeno kraljestvo

## Organizacija
- poveljstvo
- podporni element
- mednarodna brigada Kabul

## Slovenski kontingent
- Kontingent SV v Afganistanu